# مسابقات ژیمناستیک هنری اروپا ۲۰۱۳
مسابقات ژیمناستیک هنری اروپا ۲۰۱۳ پنجمین دوره مسابقات انفرادی ژیمناستیک هنری در قاره اروپا است.
این مسابقات از ۱۷ تا ۲۱ آوریل ۲۰۱۳ در مسکو، روسیه در دو بخش مردان و زنان برگزار شده است.

## جدول مدال‌ها
| رتبه  | کشور           | طلا | نقره | برنز | مجموع |
| ۱     | روسیه          | ۶   | ۰    | ۴    | ۱۰    |
| ۲     | بریتانیای کبیر | ۲   | ۲    | ۱    | ۵     |
| ۳     | اوکراین        | ۲   | ۰    | ۱    | ۳     |
| ۴     | رومانی         | ۱   | ۵    | ۱    | ۷     |
| ۵     | سوئیس          | ۱   | ۱    | ۰    | ۲     |
| ۶     | فرانسه         | ۱   | ۰    | ۱    | ۲     |
| ۷     | اسرائیل        | ۱   | ۰    | ۰    | ۱     |
| ۸=    | هلند           | ۰   | ۱    | ۰    | ۱     |
| ۸=    | سوئد           | ۰   | ۱    | ۰    | ۱     |
| ۸=    | مجارستان       | ۰   | ۱    | ۰    | ۱     |
| ۱۱    | ایتالیا        | ۰   | ۰    | ۲    | ۲     |
| ۱۲=   | ارمنستان       | ۰   | ۰    | ۱    | ۱     |
| ۱۲=   | بلاروس         | ۰   | ۰    | ۱    | ۱     |
| مجموع | مجموع          | 14  | ۱۰   | ۱۱   | ۳۵    |